# J. Lee Thompson
Pour les articles homonymes, voir John Thomson et Thompson.
J. Lee Thompson, de son vrai nom John Lee Thompson, né le 1er août 1914 à Bristol, et mort le 30 août 2002 à Sooke, (Canada), est un réalisateur, scénariste et producteur britannico-canadien.

## Biographie

### Carrière
Il est surtout connu pour avoir réalisé Les Canons de Navarone en 1961 et le thriller Les Nerfs à vif en 1962.
À partir des années 1970, il développe une longue collaboration avec Charles Bronson, qu'il dirigera dans neuf films.

## Filmographie

### Réalisateur

#### Cinéma

##### Années 1950
- 1950 : Murder Without Crime
- 1953 : Le Ballon jaune (The Yellow Balloon) (également scénariste)
- 1954 : Filles sans joie ou Les Femmes déchues (The Weak and the Wicked) (également scénariste)
- 1954 : Pour le meilleur et pour le pire (For Better, for Worse) (également scénariste)
- 1955 : An Alligator Named Daisy
- 1955 : L'Abominable Invité (As Long as They're Happy)
- 1956 : Peine capitale (Yield to the Night)
- 1957 : The Good Companions (également producteur)
- 1957 : La Femme en robe de chambre (Woman in a Dressing Gown) (également producteur)
- 1958 : No Trees in the Street (également producteur)
- 1958 : Ice Cold in Alex
- 1959 : Aux frontières des Indes (North West Frontier)
- 1959 : Les Yeux du témoin (Tiger Bay)

##### Années 1960
- 1960 : L'Homme des fusées secrètes (I Aim at the Stars)
- 1961 : Les Canons de Navarone (The Guns of Navarone)
- 1962 : Les Nerfs à vif (Cape Fear)
- 1962 : Tarass Boulba (Taras Bulba)
- 1963 : Les Rois du soleil (Kings of the Sun)
- 1964 : Madame Croque-maris (What a Way to Go!)
- 1965 : L'Encombrant Monsieur John (John Goldfarb, Please Come Home!) (également producteur)
- 1965 : Le démon est mauvais joueur (Return from the Ashes)[note 1] (également producteur)
- 1966 : Le Mystère des treize ou L'Œil du Malin (Eye of the Devil)
- 1969 : L'Or de MacKenna (Mackenna's Gold)
- 1969 : Avant que vienne l'hiver (Before Winter Comes)
- 1969 : L'Homme le plus dangereux du monde (The Chairman)

##### Années 1970
- 1970 : Country Dance
- 1972 : La Conquête de la planète des singes (Conquest of the Planet of the Apes)
- 1973 : La Bataille de la planète des singes (Battle for the Planet of the Apes)
- 1974 : Huckleberry Finn
- 1975 : La Mort en rêve (The Reincarnation of Peter Proud)
- 1976 : Monsieur St. Ives (St. Ives)
- 1977 : Le Bison blanc (The White Buffalo)
- 1978 : L'Empire du Grec (The Greek Tycoon)
- 1979 : Passeur d'hommes (The Passage)

##### Années 1980
- 1980 : Cabo Blanco (Caboblanco)
- 1981 : Happy Birthday : Souhaitez ne jamais être invité (Happy Birthday to Me)
- 1983 : Le Justicier de minuit (10 to Midnight)
- 1984 : L'Enfer de la violence (The Evil That Men Do)
- 1984 : L'Ambassadeur : Chantage en Israël (The Ambassador)
- 1985 : Allan Quatermain et les Mines du roi Salomon (King Solomon's Mines)
- 1986 : La Loi de Murphy (Murphy's Law)
- 1986 : Le Temple d'or (Firewalker)
- 1987 : Le justicier braque les dealers (Death Wish 4: The Crackdown)
- 1988 : Le Messager de la mort (Messenger of Death)
- 1989 : Kinjite, sujets tabous (Kinjite: Forbidden Subjects)

#### Télévision
- 1972 : A Great American Tragedy
- 1975 : The Blue Knight (en)[note 2]
- 1976 : Widow
- 1981 : Code Red[note 3]

### Scénariste
- 1937 : The Price of Folly (en) de Walter Summers[note 4]
- 1940 : The Middle Watch (en) de Thomas Bentley
- 1941 : East of Piccadilly (en) de Harold Huth
- 1950 : No Place for Jennifer (en) de Henry Cass
- 1953 : Le Ballon jaune (The Yellow Balloon)
- 1954 : Filles sans joie ou Les Femmes déchues (The Weak and the Wicked)
- 1954 : Pour le meilleur et pour le pire (For Better, for Worse)
- 1986 : Future Hunters de Cirio H. Santiago